# 만욱
만욱(萬彧, ? ~ 272년)은 중국 삼국 시대 동오 말기의 관료로, 자는 문빈(文彬)이며 단양군 율양현(溧陽縣) 사람이다. 후한의 개국공신 만수의 후손이다.

## 생애
오정현령 벼슬을 할 때 오정후(烏亭侯)였던 손호와 친밀한 사이가 되었다.
264년, 경제가 세상을 떠나자 당시 좌전군(左典軍)이었던 만욱은 장포와 복양흥에게 손호의 인품을 칭찬하며 새 황제로 추대할 것을 권했다. 두 사람은 만욱의 말을 받아들여 태후 주씨에게 아뢰고 손호를 새 황제로 등극하게 했다. 그러나 손호가 포악한 짓을 일감고 주색을 좋아하자 크게 실망하여 후회하는 생각을 가졌다. 만욱은 이 사실을 손호에게 고했고, 노한 손호는 두 사람을 귀양보내게 했다가 다시 사람을 보내 죽이고 그들의 삼족을 멸했다.
266년 8월 우승상으로 임명되었으며, 267년 손호가 수도를 다시 건업(建業)으로 옮기자 무창에 남아 지켰다. 268년 10월에는 군사를 이끌고 양양(襄陽)을 공격하였다.
272년 만욱은 자살했다. 271년 손호가 건업의 서쪽으로 오랫동안 유람을 나가있자 만욱은 정봉, 좌장군 유평(留平)과 손호가 건업으로 돌아가지 않을 경우 자신들끼리 건업으로 돌아가 정무를 처리할 것을 의논했는데, 이를 노엽게 여긴 손호는 잔치 때 만욱에게 독주를 건네주게 했으나 술잔을 전하는 사람이 술을 덜어내는 바람에 무사할 수 있었다. 그러나 손호의 속마음을 알아차린 만욱은 앞으로 닥칠 화를 두려워해 스스로 목숨을 끊은 것이다. 이후 만욱의 자식들은 손호에 의해 여릉(廬陵)으로 귀양보내졌다.

## 평가
육개는 손호에게 올린 상소에서, 만욱은 본래 종 노릇을 하던 미천하고 재능이 보잘것없는 자였으나, 분에 넘치는 지위를 얻었다고 평하였다.

## 같이 보기
- 삼국지 인물 목록